# Jicchak Sejger
Jicchak Sejger (hebr.: יצחק זיגר, ang.: Yitzhak Seiger, Isaac Seyger ur. 22 lutego 1936 w Hajfie, zm. 5 lutego 1985) – izraelski prawnik i polityk, w latach 1981–1985 poseł do Knesetu z listy Likudu.

## Życiorys
Urodził się 22 lutego 1936 w Hajfie w ówczesnym Brytyjskim Mandacie Palestyny.
Ukończył ekonomię, politologię i prawo na Uniwersytecie Hebrajskim. Pracował w zawodzie prawnika.
W 1969 został członkiem Partii Liberalnej. Był przewodniczącym rady ekonomicznej ugrupowania, zasiadał także w komitecie centralnym i we władzach partii.
W wyborach parlamentarnych w 1981 po raz pierwszy został wybrany posłem z listy współtworzonego przez liberałów Likudu. W dziesiątym Knesecie zasiadał w komisjach finansów; konstytucyjnej, prawa i sprawiedliwości oraz podkomisji ds. przemysłu kwiatowego. W wyborach w 1984 uzyskał reelekcję, a w Knesecie jedenastej kadencji zasiadał w komisjach finansów oraz kontroli państwa. Zmarł 5 lutego 1985. Mandat objął po nim Ja’akow Szamaj.